# Skenderija
Skenderija je športsko-kulturno-poslovni centar u Sarajevu, sagrađen 1969. godine. Smješten je na lijevoj obali Miljacke. Ukupna površina centra iznosi 70.000 m2.
U sklopu Skenderije se nalaze dvorana Mirza Delibašić i Dom mladih.

## Povijest
Skenderija je ime dobila po Skender-paši koji je na ovom prostoru 1499. godine sagradio trgovački centar s 11 trgovina, karavan-saraj, dvor, imaret i tekiju. Njegov sin Mustafa-beg Skenderepašić je 1518. godine uz očevu tekiju podigao prvu potkupolnu džamiju u Bosni i Hercegovini. Za vrijeme Kraljevine Jugoslavije s džamije je skinut olovni pokrov pod izlikom da ga treba zamijeniti bakrenim, što se nikada nije dogodilo, pa se kupola urušila, a ostatak građevine srušio se do 1935. godine, ostavljajući za sobom samo munaru. Munara džamije je uklonjena 1960. godine radi izgradnje sportskog centra.

### Olimpijske igre
Tijekom 14. zimskih olimpijskih igara u Skenderiji su se održavala natjecanja u umjetničkom klizanju i hokeju na ledu.

## Vanjske poveznice
- Službena stranica centra Skenderija